# Dizzy Miss Lizzy
 Dizzy Miss Lizzy (englisch sinngemäß für: Schwindliges Fräulein Lizzy) ist ein Lied von Larry Williams, das 1958 als Single veröffentlicht wurde. Komponiert wurde es ebenfalls von Larry Williams.
In 1965 wurde Dizzy Miss Lizzy von der britischen Band The Beatles auf ihrem Studioalbum Help! veröffentlicht.

## Hintergrund
Dizzy Miss Lizzy wurde als Eigenkomposition von Larry Williams, als A-Seite für seine Single aufgenommen. Die B-Seite ist Slow Down.
Die Single erreichte Platz 69 der US-amerikanischen Charts.
Ursprünglich nahmen die Beatles Dizzy Miss Lizzy auf Wunsch ihrer US-amerikanischen Tonträgergesellschaft Capitol Records auf, die das Lied für das US-amerikanische Album Beatles VI verwendeten.
Während die Beatles die A-Seite der Single Dizzy Miss Lizzy 1965 in Europa für das Album Help! verwendeten, nahmen sie die B-Seite Slow Down schon 1964 für die EP Long Tall Sally auf.
Dizzy Miss Lizzy gehörte zum Liverepertoire der Beatles.
Die Beatles nahmen am gleichen Tag mit Bad Boy noch eine weitere Williams-Komposition auf. Die drei Williams-Titel befinden sich auf dem Kompilationsalbum Rock ’n’ Roll Music.

## Aufnahme von Larry Williams
Dizzy Miss Lizzy wurde am 19. Februar 1958 im Radio Recorders Studio in Hollywood, Los Angeles von Larry Williams eingespielt.
Besetzung
- Larry Williams: Klavier, Gesang
- Earl Palmer: Schlagzeug
- René Hall: Leadgitarre
- Howard Roberts: Leadgitarre
- Ted Brinson: Bass
- Plas Johnson: Saxofon
- Jewell Grant: Saxofon

## Aufnahme der Beatles
Dizzy Miss Lizzy wurde am 10. Mai 1965 in den Londoner Abbey Road Studios (Studio 2) mit dem Produzenten George Martin aufgenommen. Norman Smith war der Toningenieur der Aufnahmen. Die Band nahm insgesamt sieben Takes auf, wobei der siebte Take auch für die finale Version verwendet wurde. Am 10. Mai wurde mit Bad Boy noch ein weiteres Lied von Larry Williams eingespielt.
Die Aufnahmen der beiden Lieder dauerten von 20:30 bis 23:30 Uhr.
Die Abmischung des Liedes erfolgte ebenfalls am 10. Mai 1965 in Mono und Stereo.
Besetzung
- John Lennon: Rhythmusgitarre, Gesang
- Paul McCartney: Bass, Elektrisches Klavier
- George Harrison: Leadgitarre
- Ringo Starr: Schlagzeug, Kuhglocke

## Aufnahme von John Lennon
Die Liveaufnahmen von Dizzy Miss Lizzy entstand am 13. September 1969 beim Toronto Rock and Roll Revival in Kanada. Es war der erste öffentliche Liveauftritt eines Beatles seit dem 29. August 1966. Der kanadische Konzertveranstalter John Brower rief am 12. September 1969 in London bei Apple an, um John Lennon zu einem Rock-and-Roll-Revival-Festival in Toronto einzuladen. Lennons Wahl seiner Begleitmusiker fiel auf Eric Clapton als Gitarristen, Klaus Voormann als Bassisten und Alan White als Schlagzeuger. Während des Flugs am 13. September wurde das Programm für das Konzert besprochen. Da man niemals in dieser Zusammensetzung gespielt hatte, fiel die Wahl auf Lieder, die alle kannten.

## Veröffentlichungen
- Im März 1958 wurde die Single Dizzy Miss Lizzy / Slow Down von Larry Williams veröffentlicht.[2]
- 1959 erschien das Album Here`s Larry Williams von Williams, auf dem sich ebenfalls Dizzy Miss Lizzy befindet.[3]
- Am 12. August 1965 erschien in Deutschland das neunte Beatles-Album Help!, auf dem Dizzy Miss Lizzy enthalten ist. In Großbritannien wurde das Album schon am 6. August 1965 veröffentlicht, dort war es das fünfte Beatles-Album.
- In den USA wurde Dizzy Miss Lizzy auf dem dortigen neunten Album Beatles VI am 14. Juni 1965 veröffentlicht.
- In Deutschland erschien im September 1965 die EP The Beatles Forever, auf der sich ebenfalls Dizzy Miss Lizzy befindet.
- Im September 1965 wurde in den Niederlanden die Beatles-Single Dizzy Miss Lizzy / Yesterday veröffentlicht.[4] Die gleiche Single erschien auch in Schweden,[5] in Finnland[6] sowie weiteren Ländern.
- Am 12. Dezember 1969 wurde das Album Live Peace in Toronto 1969 von der Plastic Ono Band veröffentlicht, auf dem John Lennon das Lied Dizzy Miss Lizzy live singt.
- Dizzy Miss Lizzy wurde auch für das Beatles-Kompilationsalbum Rock ’n’ Roll Music verwendet, das am 7. Juni 1976 erschien.
- Am 4. Mai 1977 erschien das Livealbum der Beatles The Beatles at the Hollywood Bowl, es enthält unter anderen Dizzy Miss Lizzy.
- Für BBC Radio nahmen die Beatles unter Livebedingungen eine weitere Fassung von Dizzy Miss Lizzy auf, die am 26. Mai 1965, im Londoner Number One Studio, BBC Piccadilly Theatre, eingespielt wurde und erschien am 28. November 1994 auf dem Album Live at the BBC.

## Weitere Coverversionen
- 1959: Ronnie Hawkins
- 1964: Casey Jones & the Governors
- 1967: Cliff Richard auf Don`t Stop Me Now!
- 1968: The Walker Brothers auf The Walker Brothers in Japan
- 1980: Roy Buchanan auf My Babe[7]